# Perak (rzeka)
Perak, Sungai Perak – rzeka w północno-zachodniej Malezji (stan Perak), druga pod względem długości na Półwyspie Malajskim; długość około 270 kilometrów.